# Festuca sororia
Festuca sororia är en gräsart som beskrevs av Charles Vancouver Piper. Festuca sororia ingår i släktet svinglar, och familjen gräs. Inga underarter finns listade i Catalogue of Life.